# Бермуди на зимових Олімпійських іграх 2010
Бермудські острови на зимових Олімпійських іграх 2010 була представлена 1 спортсменом в одному виді спорту.

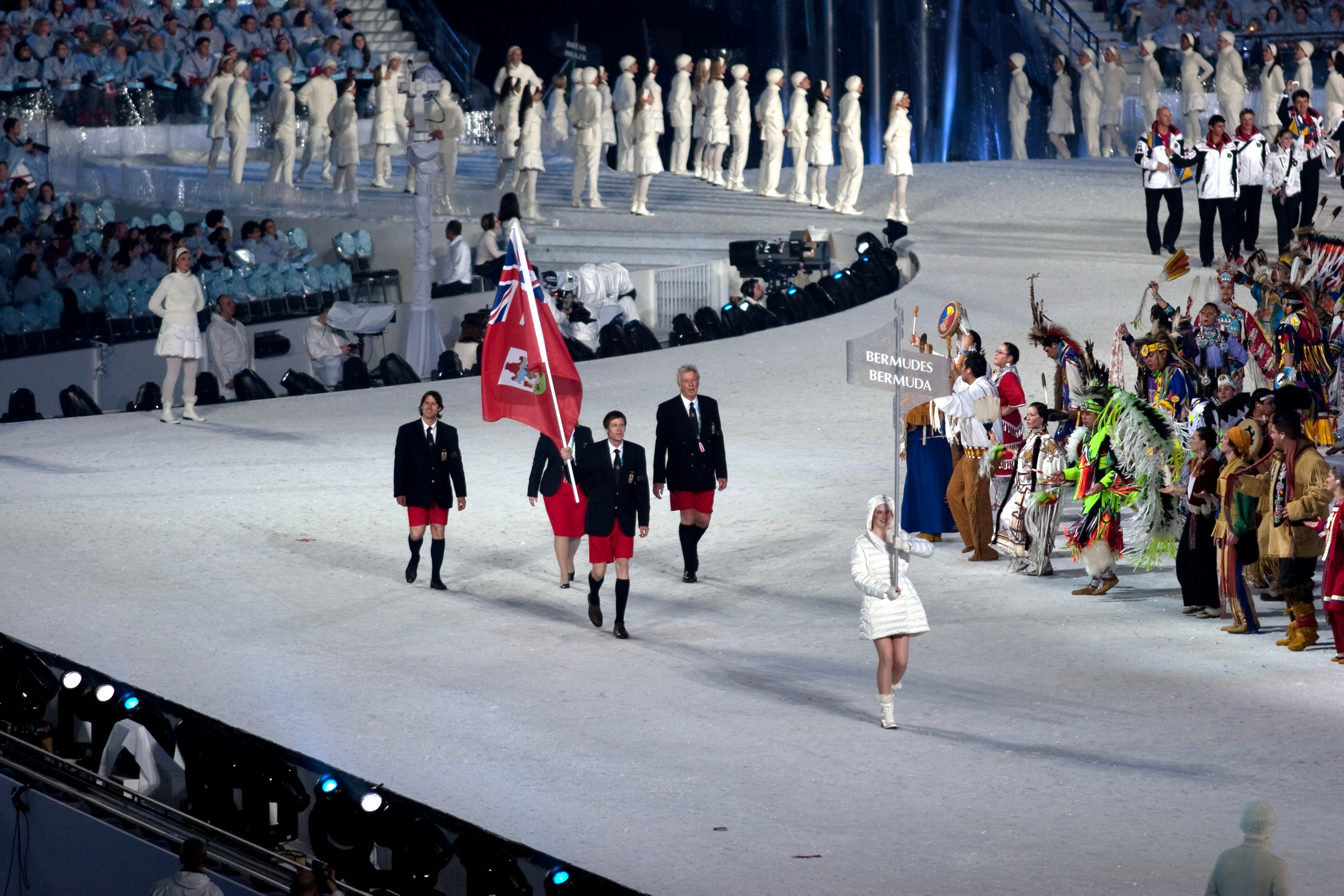
Збірна Бермудів під час Параду націй на церемонії відкриття Олімпіади